# ゲッティング・イーブン
『ゲッティング・イーブン』（原題：Getting Even with Dad）は、1994年製作のアメリカ合衆国のコメディ映画。マコーレー・カルキン主演。本作と『リッチー・リッチ』では、カルキンに子役としては破格の6億6,000万円のギャラが支払われた。

## あらすじ
こそ泥で服役していたケーキ職人のレイが仮出所した。レイは早速、仲間のボビー、カールと共に時価75万ドルのコインを銀行から奪う計画を立てた。
そこへ、服役中に妹のところに預けていた息子のティミーがやってきた。ティミーは妹夫婦が新婚旅行に行くため、1週間だけ父のもとに戻されたのだ。しかしレイは今さら計画の変更はできず、翌朝、眠っているティミーを残したままこっそり家を出て、3人は計画通りにコインを奪い取った。
しかし、ティミーは3人の計画に気づき、彼らが奪ったコインをどこかに隠してしまう。ティミーはレイたちに、自分にもしものことがあれば、友達が警察に証拠のビデオを届けることになっていると告げたうえで、これから1週間、自分と好きなだけ遊んでくれたらコインを返してあげると3人を逆に脅迫、こうして、レイたちはティミーの言うがまま、遊園地などで彼の遊びに散々付き合わされるはめになる。
一方、コイン盗難事件を捜査していたテレサ・ウォルシュ刑事はレイたちをマークし、その足取りを追ううち、レイと恋仲となってしまう。

## キャスト
※括弧内は日本語吹替
- ティミー・グリーソン - マコーレー・カルキン（野沢雅子）
- レイ・グリーソン - テッド・ダンソン（大塚明夫）
- テレサ・ウォルシュ刑事 - グレン・ヘドリー（島津冴子）
- ボビー - ソウル・ルビネック（立木文彦）
- カール - ゲイラード・サーテイン（安西正弘）
- ロメイコ警部 - ヘクター・エリゾンド（糸博）
- アレックス - サム・マクマレー（秋元羊介）
- キティ - キャスリーン・ウィルホイト（安達忍）
- ウェイン - ダン・フロレク（沢木郁也）